# Katakwi
Katakwi  este un oraș  în  Uganda. Este reședinta  districtului Katakwi.